# Corpse paint

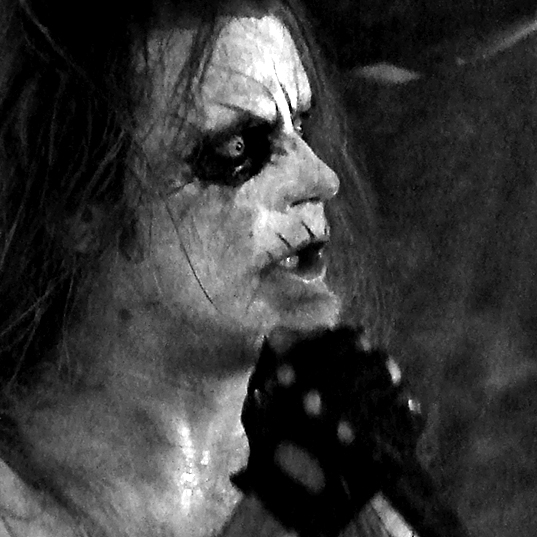
Høest de Taake utilitzat el seu característic corpse paint.

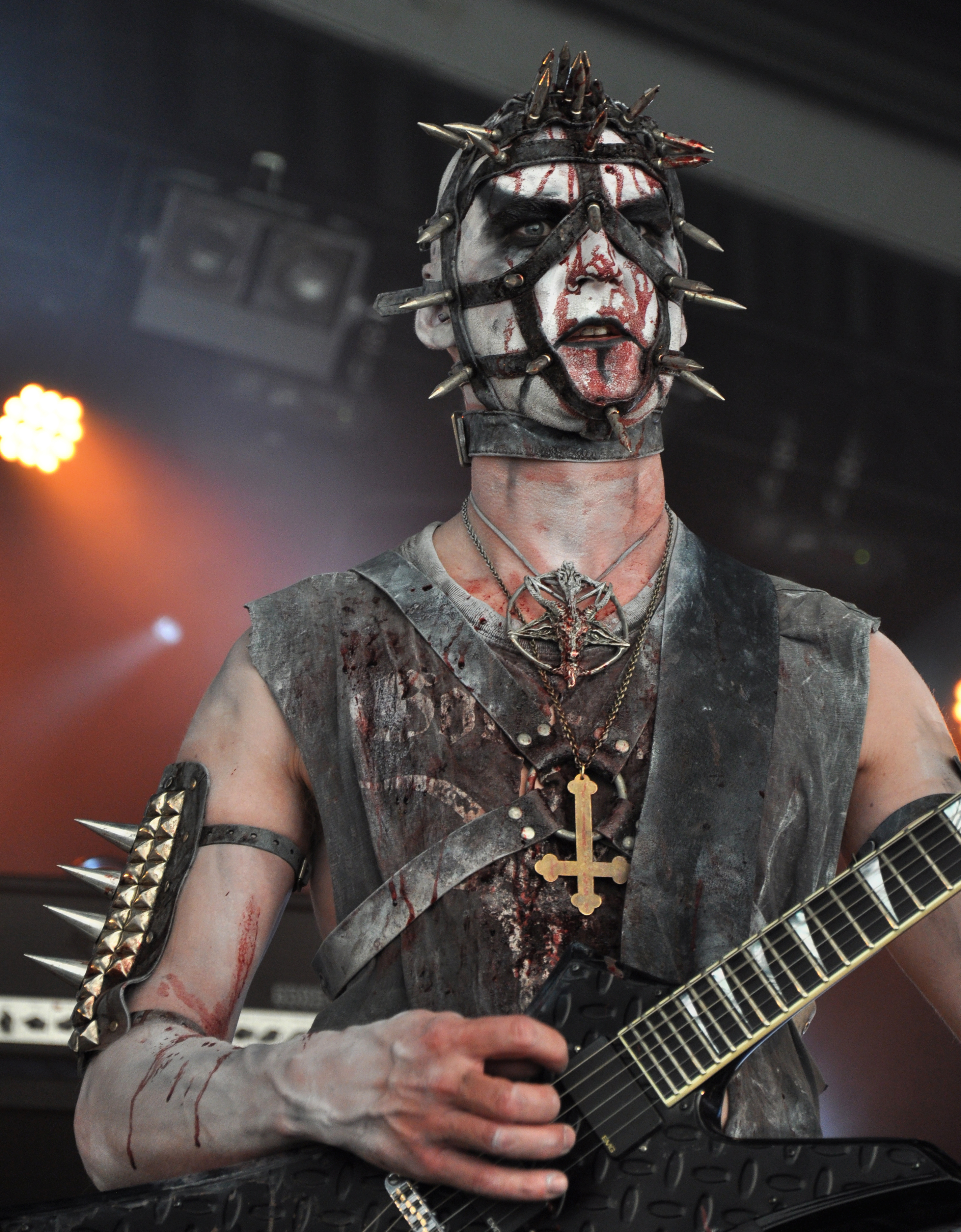
Un altre exemple de corpse paint.

Corpse paint o corpsepaint és un estil de maquillatge emprat més que res pels músics de black metal en el qual fan servir maquillatge principalment amb els colors blanc i negre. El maquillatge es fa servir per intensificar la imatge malvada i anti-humana de les bandes així com pretén referir-se a la militància dels seguidors d'aquests grups metal al mateix grup en qüestió. La majoria de cops s'aplica el maquillatge a la cara però també és corrent trobar-lo en braços i al pit. En algunes ocasions fan servir també altres colors més enllà del blanc i el negre.

## Definició
El corpse paint consisteix generalment a cobrir la cara del músic amb una base de maquillatge blanc al qual s'hi afegeixen detalls per sobre amb el negre realçant-se així zones com per exemple el contorn dels ulls per simular imatges calavèriques. La manera de maquillar-se sol ser un distintiu del músic i rarament aquest patró sofreix canvis. En escasses ocasions s'utilitzen altres colors així i tot certs grups fan servir també el vermell per simular la sang.

## Orígens
Tot i que els estils del maquillatge emulant rostres cadavèrics aconseguiren tenir una gran popularitat entre els artistes de rock de la dècada dels '70, foren els més famosos com KISS, Alice Cooper i Arthur Brown, i la banda de Horror Punk les pioneres en l'ús d'aquest maquillatge. Així i tot qui ha tingut una influència màxima en la imatge utilitzada en el black metal ha sét King Diamond